# Mesobola
Genre
Mesobola est un genre de poissons téléostéens de la famille des Cyprinidae et de l'ordre des Cypriniformes. Il se rencontre en Afrique.

## Liste des espèces
Selon FishBase (20 novembre 2016) :
- Mesobola bredoi (Poll, 1945)
- Mesobola brevianalis (Boulenger, 1908)
- Mesobola moeruensis (Boulenger, 1915)
- Mesobola spinifer (Bailey & Matthes, 1971)